# Rezerwat przyrody Mięćmierz
Rezerwat przyrody Mięćmierz – florystyczny rezerwat przyrody położony na terenie gminy Kazimierz Dolny w powiecie puławskim (województwo lubelskie).
Obszar chroniony został utworzony 20 maja 2023 r. na podstawie Zarządzenia Regionalnego Dyrektora Ochrony Środowiska w Lublinie z dnia 5 maja 2023 r. w sprawie ustanowienia rezerwatu przyrody „Mięćmierz” (Dz. Urz. Woj. Lub. z 2023 r., poz. 3321).

## Położenie
Rezerwat ma 11,67 ha powierzchni, ze względu na bliskość gruntów prywatnych nie zdecydowano się na utworzenie otuliny. Obszar chroniony w całości leży w obrębie Kazimierskiego Parku Krajobrazowego oraz specjalnego obszaru ochrony siedlisk Natura 2000 Przełom Wisły w Małopolsce PLH 060045, natomiast częściowo – w granicach specjalnego obszaru ochrony siedlisk Małopolski Przełom Wisły PLB 140006. Składa się on z dwóch enklaw: Mięćmierz I (obejmującej teren tzw. „skarpy wiślanej”) oraz Mięćmierz II (położona bardziej na północny wschód przy Albrechtówce, zawiera tzw. „suchą dolinkę”).
Obszar chroniony obejmuje obszar obrębu ewidencyjnego Męćmierz-Okale (część miasta Kazimierz Dolny), bezpośrednio graniczy z zabudowaniami Męćmierza i Albrechtówki. W bliskim sąsiedztwie znajduje się brzeg Wisły i rezerwat przyrody Krowia Wyspa. Pod względem fizycznogeograficznym leży w Małopolskim Przełomie Wisły, na skraju Równiny Bełżyckiej. 

## Charakterystyka
Celem ochrony w rezerwacie przyrody jest „zachowanie siedlisk kserotermicznych i zespołów roślinnych z dużym udziałem gatunków rzadkich i chronionych oraz zachowanie unikatowych otwarć widokowych”. Typ rezerwatu ze względu na dominujący przedmiot ochrony został określony jako fitocenotyczny, a podtyp – jako zbiorowisk nieleśnych. Natomiast ze względu na główny typ ekosystemu typ określono go jako łąkowy, pastwiskowy, murawowy i zaroślowy, a podtyp – jako muraw kserotermicznych.
Dominującym typem roślinności są murawy kserotermiczne z klasy Festuco-Brometea, w tym zwłaszcza okazy omanu wąskolistnego Inuletum ensifoliae, a także murawy okrajkowe z klasy Trifolio-Geranietea sanguine. W granicach rezerwatu stwierdzono występowanie ponad 100 gatunków roślin, w tym 30 gatunków objętych ochroną prawną. Spośród nich 15 pochodzi z Polskiej czerwonej listy roślin kwiatowych i paprotników, 17 z czerwonej listy roślin naczyniowych Lubelszczyzny, zaś 9 jest objętych ochroną ścisłą, a 11 – częściową. Do szczególnie cennych gatunków flory należą m.in. dzwonek syberyjski, ożanka właściwa, miłek wiosenny, goryczka krzyżowa, zawilec wielkokwiatowy, kostrzewa piaskowa.
Występująca tu fauna to głównie bezkręgowce termofilne lub kalcyfilne. Szczególnie dobrze rozpoznane są pająki, poza tym licznie występują chrząszcze, gady i ssaki. Do chronionych lub zagrożonych gatunków należą: rzadka stonka godnica pontyjska, padalec, zaskroniec zwyczajny, gryziel stepowy, ślimak żółtawy, godnica pontyjska i gniewosz plamisty. Do walorów krajobrazowych rezerwatu należy widok na przełomowy odcinek Wisły, której dolina w tym odcinku jest wąskim kanionem o szerokości około 1 kilometra.
Według stanu na maj 2023 rezerwat nie posiada obowiązującego planu ochrony ani zadań ochronnych.